# High Productivity Computing Systems
High Productivity Computing Systems （ハイ・プロダクティビティ・コンピューティング・システムズ、HPCS）は、アメリカ国防総省の国防高等研究計画局 (DARPA) によるプロジェクトである。日本語では「高生産性コンピューティングシステム」などとも訳されている。

## 概要
2002年から2010年の期間に、国防および産業用の、経済的で生産性が高い新世代のスーパーコンピュータを開発することを目標としている。
HPCSプロジェクトは3段階（フェーズ）に分けられ、参加が認められた商用ベンダーは、2002年からの第1段階では5社、2003年からの第2段階では3社に絞り込まれた。2006年からの第3段階では、ペタフロップスクラスのスーパーコンピュータ開発を目標とし、さらに2社に絞り込まれ、クレイに2億5000万ドル、IBMに2億4400万ドルを資金援助することが発表された。 
2010年2月現在、IBMがPERCSシステム、クレイがCascadesシステムを開発中である。
HPC Challengeは当プロジェクトの一部である。2010年以降の後継プロジェクトにはUbiquitous High Performance Computing(UHPC)プロジェクトが計画されている。

## 参加企業・組織
- 第1段階・第2段階・第3段階
  - IBM - PERCSシステム（POWER7マイクロプロセッサ、AIXオペレーティングシステム、GPFSファイルシステムを使用[5]）。
  - Cray - Cascadesシステム（Opteronマイクロプロセッサ、Chapelプログラミング言語、Lustreファイルシステムを使用[6]）
- 第1段階・第2段階
  - Sun
  - MIT リンカーン研究所
- 第1段階のみ
  - HP
  - SGI
  - MITRE

その他（公式サイト上は状況不明）
- ローレンス・リバモア国立研究所
- ロスアラモス国立研究所

## 参照
1. ↑  “米国防総省のスパコン開発プログラム第2段階に突入，米IBM，米Cray，米Sunに総額1億4600万ドルの奨励金を授与”. ITPro. (2003年7月11日)
2. ↑  “DARPA Selects Cray and IBM for Final Phase of HPCS” (英語). HPCwire
3. ↑  “米国防総省のスパコン開発プログラム，“勝ち残った”CrayとIBMに計5億ドルを支給”. ITPro. (2006年11月24日)
4. ↑  “DARPAのExtreme Scale Computingに向けた挑戦 - UHPCのRFIが公開”. マイコミジャーナル. (2009年7月15日)
5. ↑  “DARPA Selects IBM for Supercomputing Grand Challenge” (英語). (2006年11月21日)クラスタファイルシステム
6. ↑  Cray Signs $250 Million Agreement With DARPA to Develop Breakthrough Adaptive Supercomputer